# Танатар (Росія)
Таната́р (рос. Танатар, башк. Таңатар) — присілок у складі Хайбуллінського району Башкортостану, Росія. Входить до складу Новозірганської сільської ради.
Населення — 12 осіб (2010; 14 в 2002).
Національний склад:
- башкири — 93%